# Vera Herngren
Vera Esther Myrberg Herngren, född 8 mars 1996 i Stockholm, är en svensk skådespelare och manusförfattare. Hon är mest känd för att, tillsammans med Felicia Danielsson, ha skapat  TV-serien Likea, där de båda  har varsin skådespelarroll. Duon har också skrivit manus till Susanne Thorsons dramaserie Leva life, tillsammans med Carl-Petter Montell.
Herngren är dotter till Felix Herngren och hans första hustru Jenny Myrberg. Hon har två helsyskon och tre halvsyskon, däribland den yngre halvsystern Iris Herngren, som bland annat har spelat rollen som Anna och Alex dotter Wilma, i faderns TV-serie Solsidan.

## Filmografi (i urval)

### Filmer
- 1997 – Adam & Eva
- 2006 – Varannan vecka
- 2013 – Hundraåringen som klev ut genom fönstret och försvann
- 2024 – Jönssonligan kommer tillbaka

### TV-program / TV-serier
- 2011–2013 – Hellenius hörna (TV-serie)
- 2016 – Mammor! (TV-serie)
- 2021 – Folk med ångest (TV-serie)
- 2022 – Likea (TV-serie)
- 2023 – Carina Bergfeldt (TV-program)
- 2023 – Leva life (TV-serie)